# El profesor Florian Bätschi con escolares
El profesor Florian Bätschi con escolares es el título de un relieve de madera coloreada del artista alemán Ernst Ludwig Kirchner, que representa al profesor de Davos Florian Bätschi con cuatro escolares. Fue realizada en 1936 como sobredintel del portal de entrada del edificio escolar recién construido en Davos-Frauenkirch y es la única obra de Kirchner realizada por encargo público. El relieve original forma parte ahora de la colección del Museo Kirchner de Davos.

## Descripción
El relieve consta de varios bloques de madera de pino que fueron ensamblados posteriormente. Tiene un formato rectangular con unas dimensiones de 83 × 120,5 cm y una profundidad de 12,5 cm. En el catálogo razonado de Kirchner lleva el no. 1936/03.
El relieve de madera muestra a cinco figuras de frente, de las cuales sólo se conoce por su nombre la figura central del maestro Florian Bätschi, que enseñaba en la escuela primaria de Davos-Frauenkirch en los años 30. En el centro del relieve se puede ver al profesor bigotudo de pie con un libro rojo abierto en las manos. A cada lado de él, dos parejas de estudiantes se sientan en pupitres a figura completa, con las piernas visibles bajo la mesa, mientras que al profesor sólo se le ve la parte superior del cuerpo, de cintura para arriba. Sentada al lado izquierdo del profesor está la alumna que Kirchner describió como “la niña que cuenta”, una niña rubia con jersey azul y una diadema negra que cuenta algo con los dedos y los ojos entrecerrados, y junto a ella por el lado de fuera está “la niña que señala” con jersey rojo y el cabello negro en una trenza que le cuelga sobre el hombro atada con un lazo. A la derecha del profesor está sentado un chico rubio de jersey azul, que replica el gesto de la niña con trenza y junto a él está el "niño que escribe" de pelo castaño y jersey rojo. Las manos de los estudiantes que señalan sobresalen ligeramente por encima de la forma rectangular básica del relieve.
El relieve fue coloreado por Kirchner una vez terminada la talla. Llama la atención la distribución simétrica de los colores: el llamativo rojo del libro en el centro de la imagen se repite en el jersey de los estudiantes en los bordes exteriores; El color azul de sus jerseys y color del cabello de los estudiantes rubios también están dispuestos simétricamente. Esta simetría de color contribuye a un efecto general armonioso.

## Historia
Como preparación para su obra, Kirchner creó numerosos bocetos a lápiz, tiza o tinta y acuarelas como borradores de todo el portal, del relieve planificado y de las figuras individuales, algunas de las cuales diferían significativamente de la obra terminada. El artista dispuso a las personas en diferentes posiciones entre sí; En algunos casos, se diseñaron figuras adicionales de estudiantes de pie como extremos laterales. Durante esta fase, Kirchner intercambió correspondencia con el coleccionista de arte alemán Carl Hagemann, a quien envió no sólo una descripción sino también borradores del relieve en dos cartas.
Un modelo de 20,5 cm de alto, 16,5 cm de ancho y 8,5 cm de profundidad del portal escolar realizado por Kirchner en 1936 en madera pintada (lista de obras 1936/02) muestra a seis escolares en lugar de cuatro. Tras una donación de Otto Tschumi, ahora se encuentra en el Bündner Kunstmuseum de Chur.
El propio Ernst Ludwig Kirchner tomó varias fotografías del relieve. Lo fotografió antes y después de pintar las figuras individuales y finalmente la obra de arte in situ después de ser instalada sobre el portal de entrada de la escuela. Algunos negativos de vidrio y celulosa y copias originales de fotografías del propio Kirchner de la obra, así como muchas de sus obras de diseño, forman parte de la colección del Museo Kirchner de Davos.
El relieve terminado se instaló como sobredintel sobre la entrada principal del edificio escolar recién construido en Frauenkirch. Estaba sostenido a los lados por gruesas vigas de madera y estaba enmarcado por dos vigas más en la parte superior e inferior. Inicialmente había en la viga de madera directamente debajo del relieve– no diseñada por Kirchner – una inscripción de tres líneas pintadas con letras blancas, que luego fue eliminada en fecha desconocida. Decía:

CONSTRUIDO POR LA VOLUNTAD DEL PUEBLO PARA LA JUVENTUD EN LA CRISIS DEL AÑO 1936
Inscripción bajo el relieve (1936)

Ernst Ludwig Kirchner fue invitado a la ceremonia de inauguración del nuevo edificio escolar el 18 de octubre de 1936. En una carta al coleccionista de arte Carl Hagemann, describió la celebración de la siguiente manera:

Ayer fue la inauguración del nuevo edificio escolar. Una fiesta con cantos, bailes y discursos, y después un copeo como no había visto en décadas. Todos … se sentaban en el 'Correo', el pequeño consejo, el alcalde, los agricultores, todos unidos y amigables (...) el alivio es agradable y se mencionó mucho en los discursos.
Ernst Ludwig Kirchner, 19 de octubre de 1936

Durante mucho tiempo fue una tradición en Frauenkirch que al comienzo de un nuevo año escolar, los niños y niñas representados en el relieve de madera recibieran nuevos nombres en función de su similitud con niños que empezaban la escuela.
El relieve permaneció en la escuela de Frauenkirch hasta 1980, cuando fue sustituido por una copia. En 1982 el original pasó a formar parte de la colección del Museo Kirchner de Davos mediante una donación del municipio de Davos. Es una de las obras que allí se exponen habitualmente.